# Psammitis khamenkovae
Espèce
Psammitis khamenkovae est une espèce d'araignées aranéomorphes de la famille des Thomisidae.

## Distribution
Cette espèce est endémique de l'oblys d'Almaty au Kazakhstan,. Elle se rencontre vers le grand lac d'Almaty.

## Description
Le mâle holotype mesure 4,95 mm et le mâle paratype 4,88 mm.

## Systématique et taxinomie
Cette espèce a été décrite par Marusik en 2024.

## Étymologie
Cette espèce est nommée en l'honneur de Yelena V. Khamenkova.

## Publication originale
- (en) Marusik, « A new species of Psammitis (Aranei: Thomisidae) from southeastern Kazakhstan », Arthropoda Selecta, vol. 33, no 2,‎ 2024, p. 260-266